# 金塔尼利亚
金塔尼利亚是葡萄牙布拉干萨区的一个堂区。总面积24.91平方公里，总人口304人，人口密度12.2人/平方公里。